# 波伊布雷內高地
波伊布雷內高地（英語：Poibrene Heights）是南極洲的高地，位於葛拉漢地，長18公里、寬10公里，北面是伊文斯冰川，最高點是海拔高度850米的拉夫諾戈爾峰，以保加利亞南部的鄉鎮命名。

## 外部連結

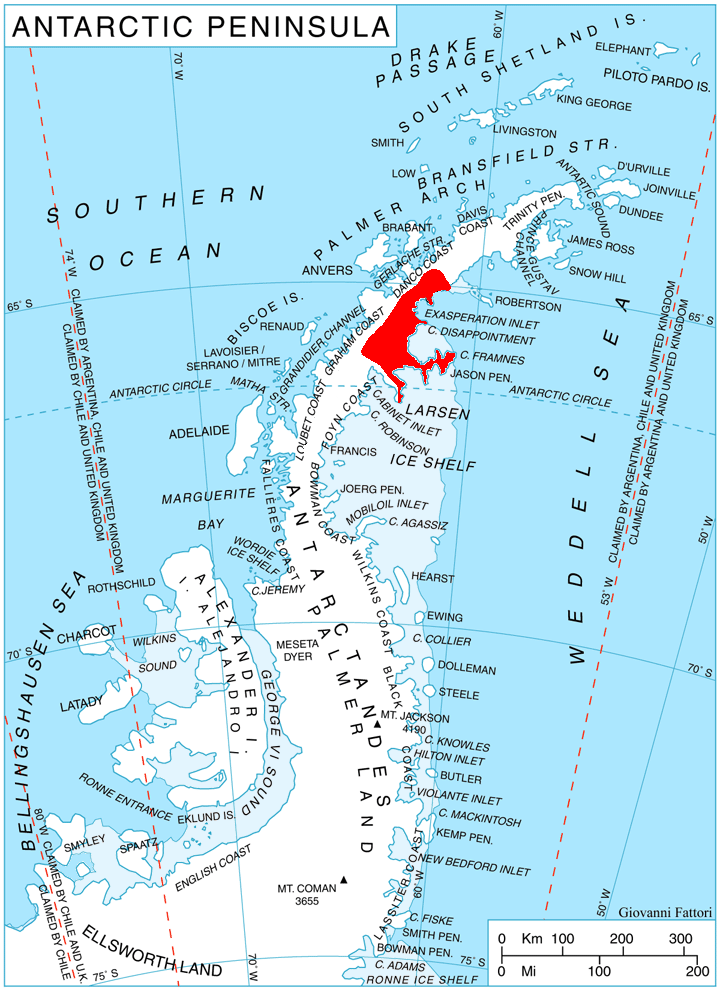

- Poibrene Heights. （页面存档备份，存于） SCAR Composite Antarctic Gazetteer.

65°09′00″S 61°53′00″W / 65.15000°S 61.88333°W